# Nýjabæjarfjall
Nýjabæjarfjall är ett berg i republiken Island. Det ligger i regionen Norðurland eystra, 200 km nordost om huvudstaden Reykjavík. Toppen på Nýjabæjarfjall är 1 059 meter över havet.
Trakten runt Nýjabæjarfjall är nära nog obefolkad, med mindre än två invånare per kvadratkilometer. Det finns inga samhällen i närheten. Trakten runt Nýjabæjarfjall är permanent täckt av is och snö.